# Lubimowka (obwód samarski)
Lubimowka (ros. Любимовка) – osiedle w Rosji, w obwodzie samarskim, w rejonie krasnoarmiejskim. W 2010 liczyło 222 mieszkańców.